# Isle of Wight megye
Isle of Wight megye az Amerikai Egyesült Államokban, azon belül Virginia államban található. Megyeszékhelye Isle of Wight, legnagyobb városa Smithfield. Lakosainak száma 38 606 fő (2020. április 1.). Isle of Wight megye Newport News, Suffolk, Franklin, Southampton és Surry megyékkel határos.

## Népesség
A megye népességének változása:
| Lakosok száma | 35 285 | 35 274 | 35 378 | 35 656 | 36 314 | 38 606 |
|               | 2010   | 2011   | 2012   | 2013   | 2015   | 2020   |